# De Pol (Overijssel)
Pour les articles homonymes, voir De Pol.
De Pol est un hameau dans la commune néerlandaise de Steenwijkerland, dans la province d'Overijssel.